# Oom Ferdinand en de toverdrank
Oom Ferdinand en de toverdrank is een Nederlandse jeugdfilm uit 1974. De film duurt ruim anderhalf uur en is geregisseerd door Karst van der Meulen. 

## Verhaal
Tijdens het opruimen van de zolder vinden oom Ferdinand (Lex Goudsmit), zijn nichtje en twee vriendjes een toverspreuk, waarmee ze een jonge vrouw uit de middeleeuwen uit een schilderij halen. Ze maken een toverdrank om de vrouw onzichtbaar te maken. Taartdieven willen de drank stelen. Ze ontvoeren het nichtje en eisen de drank als losgeld. De kinderen moeten proberen een overval op de taartfabriek te voorkomen.

## Rolverdeling
| Acteur          | Personage          |
| --------------- | ------------------ |
| Lex Goudsmit    | Oom Ferdinand      |
| Willeke Alberti | Freule Esmeralda   |
| Jeroen Teysen   | Marc Verlinden     |
| René Teysen     | Robin Verlinden    |
| Marianne Post   | Inge               |
| Daan Stigter    | Gerrit (taartdief) |
| Rob Bloemendal  | Otto (taartdief)   |
| Ton Stello      | Vader Faber        |
| Henny Alma      | Moeder Faber       |
| Maarten Jacobs  | Peter Faber        |